# Domingo Amunátegui
Domingo Amunátegui Solar (Santiago, 20 de octubre de 1860 - ibídem, 4 de marzo de 1946) fue un historiador chileno. Ocupó los cargos de ministro de Estado, rector de la Universidad de Chile y director del Partido Liberal. Fue hijo del historiador Miguel Luis Amunátegui Aldunate y de Rosa Solar Valdés.

## Vida pública
Fue rector de la Universidad de Chile, entre 1911 y 1923, en momentos de estrecheces económicas y malestar estudiantil. Durante su gestión se abrió el Gabinete de Kinesiterapia; se organizó el Instituto de Educación Física y Técnica que pasó a depender del Consejo; se endurecieron los requisitos de incorporación a la Escuela de Obstetricia. Fue decano de la Facultad de Filosofía de la Universidad de Chile. También fue Académico de la Lengua. Fundó el Liceo José Victorino Lastarria en 1913.
A nivel político, ocupó los cargos de Ministro de Interior, Ministro de Justicia.
Estuvo casado con Ana Lecaros Barros, con quien tuvo, entre otros, a Ximena Amunátegui, la célebre musa de los poetas Vicente Huidobro y Godofredo Iommi, contrayendo matrimonio con ambos. Su hermano Gregorio Amunátegui Solar fue médico y también rector de la Universidad de Chile.

## Obras
- Bosquejo histórico de la literatura chilena
- Personajes de la Colonia
- Los primeros años del Instituto Nacional
- Los Próceres de la Independencia de Chile
- El cabildo de Concepción 1782-1818
- El cabildo de La Serena 1678-1800
- El Instituto Nacional bajo los rectorados de Manuel Montt, Francisco Puente y Antonio Varas
- José Toribio Medina
- Mayorazgos y Títulos de Castilla (3 Tomos)
- Errázuriz y Larraínes en 1810
- Pipiolos y Pelucones